# Fenestella artiensis
Fenestella artiensis is een mosdiertjessoort uit de familie van de Fenestellidae. De wetenschappelijke naam van de soort is voor het eerst geldig gepubliceerd in 1895 door Stuckenberg.